# Ain Chkef
Ain Chkef (franska: Ain Chkef (CR), Ain Chkef (Commune Rurale), arabiska: سيدي داود) är en kommun i Marocko.   Den ligger i provinsen Moulay Yacoub och regionen Fès-Meknès, i den nordöstra delen av landet, 160 km öster om huvudstaden Rabat. Antalet invånare är 35 016.